# Demyelinisatie
Demyelinisatie is in de neurologie verlies van myeline, de stof die als een isolerende laag om veel zenuwvezels aanwezig is en die de geleiding van impulsen door die zenuwvezels versnelt. 
Dit is meestal het gevolg van een demyeliniserende ziekte zoals multipele sclerose of MLD. Er zijn aanwijzingen dat het ook optreedt bij de normale veroudering en bij een B12-tekort.
Demyelinisatie treedt acuut op bij koolstofmonoxidevergiftiging. 